# Kazimierz Michał Ujazdowski
Kazimierz Michał Ujazdowski (Kielce, 28 de Julho de 1964) é um político da Polónia. Ele foi eleito para a Sejm em 25 de Setembro de 2005 com 46736 votos em 3 no distrito de Wrocław, candidato pelas listas do partido Prawo i Sprawiedliwość.
Ele também foi membro da Sejm 1991-1993, Sejm 1997-2001, Sejm 2001-2005.